# Decio Azzolino il Vecchio
Decio Azzolino il Vecchio altrimenti conosciuto come Decio Azzolini il Vecchio (Fermo, 1º luglio 1549 – Roma, 9 ottobre 1587) è stato un cardinale e vescovo cattolico italiano.

## Biografia
Nato da nobile famiglia di Fermo, nelle Marche, zio del più famoso e omonimo cardinale Decio Azzolino il Giovane (1623 – 1689) non si hanno ulteriori notizie della sua formazione. Si trasferì a Roma ed entrò nella cerchia vicina al cardinal Montalto, Felice Peretti, il futuro papa Sisto V, nativo di Grottammare e già vescovo di Fermo, di cui divenne il segretario privato. Il 6 luglio 1585 fu nominato canonico di S. Pietro in Vaticano e cinque mesi dopo, il 18 dicembre 1585, Sisto V lo creò cardinale con il titolo di S. Matteo in Merulana, ed eleggendolo vescovo di Cervia. Arciprete della basilica liberiana, fu uno dei cardinali coinvolto nell'elezione del nuovo re di Polonia. Morì giovanissimo a 38 anni e fu sepolto nella basilica di Santa Maria Maggiore.

## Epitaffi
Roma. D. O. M. DECIO. AZOLINO. FIRMANO. S. R. E. CARDINALI. ET HVIVSCE. BASILICÆ. ARCHPRESBYTERO. A. SIXTO. V. PONT. MAX. ET. IN REBVS. AGENDIS. PRVDENTIAM. AD. CARDINALATVM. ASSVMPTO. ET. POST. XXI. MESES. EXTINCTO. ÆTAT. SVÆ. ANN. XXXVIII. MDLXXXVII. P. D. M. PII. GRATIQ. ANIMI. SVI. MONVMENTVM. BENEMERENTI. POSVERE.
Nello stesso posto l'autore apporrà poco tempo dopo, un altro epitaffio con l'effigie del Cardinale Azzolino voluta dall'amico Cardinale Giovanni Battista Castrucci: D. O. M. DECIO. AZOLINO. FIRMANO. S. .R. E. CARDINALI. QUI. FIDEM. ET. INTEGRITATEM. SVAM. SIXTO. V. PONT. M. IN. CARDINALATV. PRIMVM. DEINDE. IN. PONTIFICATV. ITA. PRÆBVIT. VT. ANNI. SPATIO. AS. SVMMAS. DIGNITATIS. MERITO. EIVS. SIT. EVECTUVS. MAIVS. IN. DIEM. PROBITATIS. SVÆ. DATVRVS. SPECIMEN. NISI. I,,ATVRA. MORTE. PRÆREPTVS. IN. MEDIO. VITÆ. CVRSV. DEFECISSET. VIXIT. ANNOS. XXXVIII. MENSIS. III. DIES. IX. OBIIT. ANNO. MDLCCCVII. IO. BAPTISTA. CARD. CASTRUCIVS. MEMOR. AMICO. OPTIMO. POSVIT.

## Genealogia episcopale e successione apostolica
La genealogia episcopale è:
- Cardinale Scipione Rebiba
- Cardinale Giulio Antonio Santori
- Cardinale Enrico Caetani
- Cardinale Decio Azzolino il Vecchio

La successione apostolica è:
- Vescovo Marco Antonio Mocenigo (1586)
- Vescovo Francesco Cantucci (1586)
- Vescovo Clemente Bontodasio, O.F.M.Conv. (1586)
- Vescovo Antonio Migliori (1586)
- Cardinale Domenico Ginnasi (1586)
- Vescovo Orazio Marzani (1586)
- Vescovo Rutilio Benzoni (1586)
- Arcivescovo Francesco Spera, O.F.M. (1587)